# پوتشاپلی (ناحیه پریبرام)
پوتشاپلی (به چکی: Počaply) یک منطقهٔ مسکونی در جمهوری چک است که در ناحیه پریبرام واقع شده‌است.